# Дмитрово (Духовщинский район)
Дмитрово — деревня в Духовщинском районе Смоленской области России. Входит в состав Добринского сельского поселения. Население — 2 человека (2007 год). 
Расположена в северной части области в 48 км к северо-западу от Духовщины, в 16 км северо-западнее автодороги Р136 Смоленск — Нелидово. В 70 км восточнее деревни расположена железнодорожная станция Никитинка на линии Дурово — Владимирский Тупик.

## История
В годы Великой Отечественной войны деревня была оккупирована гитлеровскими войсками в июле 1941 года, освобождена в сентябре 1943 года.
В деревне родился Герой Советского Союза Владимир Николаев.